# Kazimierz Łydka

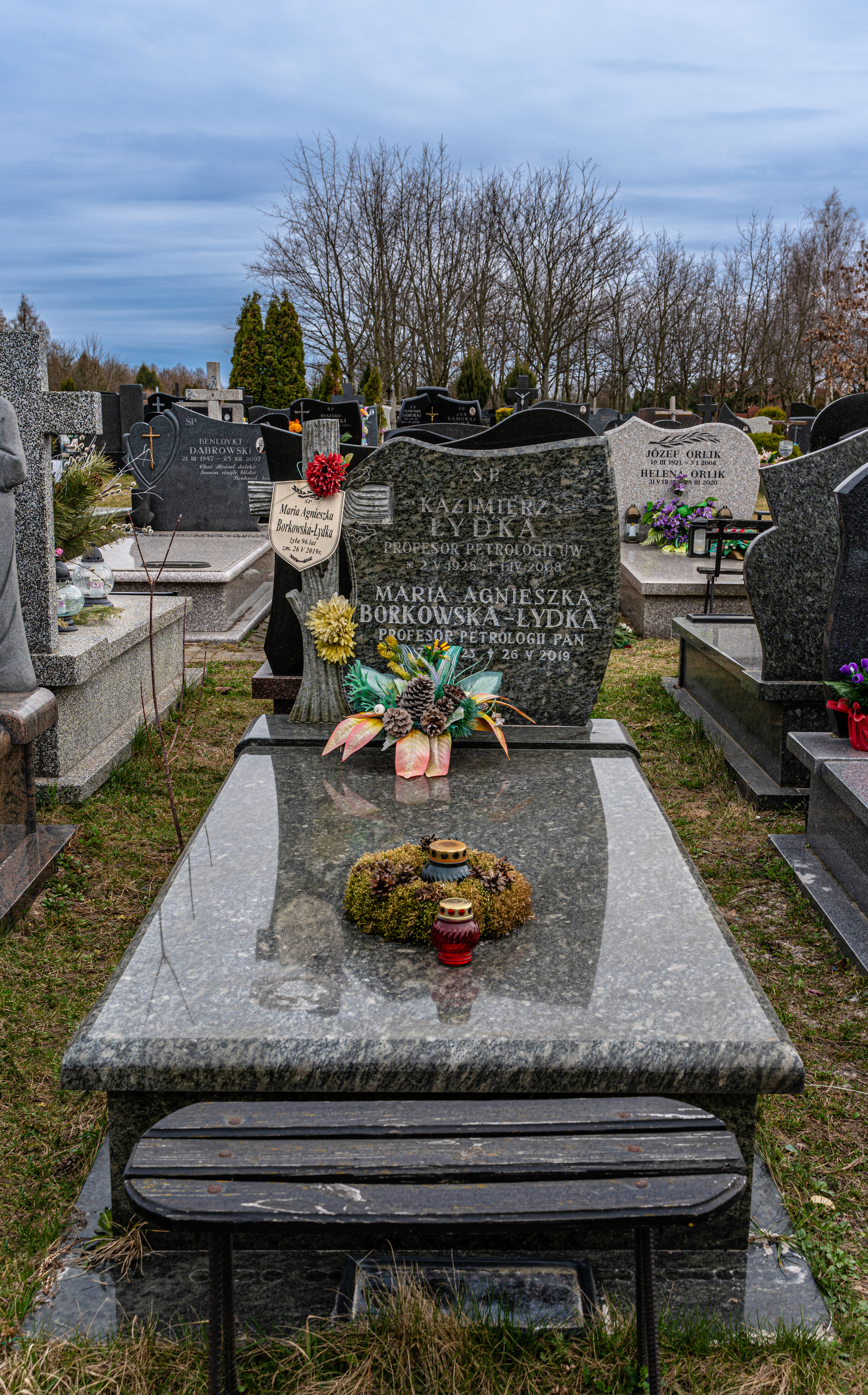
Grób Kazimierza Łydki na cmentarzu Komunalnym Północnym w Warszawie

Kazimierz Łydka (ur. 2 maja 1925, zm. 1 kwietnia 2008) – polski petrograf skał osadowych, profesor i długoletni pracownik Instytutu Geochemii, Mineralogii i Petrologii Wydziału Geologii UW. Członek Polskiego Towarzystwa Geologicznego.

## Życiorys
W 1950 ukończył studia na Uniwersytecie Marii Curie-Skłodowskiej w Lublinie. Pochowany 10 kwietnia 2008 r., na Cmentarzu Komunalnym-Północnym w Warszawie (kwatera S-II-21-4-6).